# Tyulyachinsky (distrito)
Tyulyachinsky (em russo:  Тюлячинский райо́н; em tártaro:  Теләче районы) é um distrito do Tartaristão, uma das repúblicas da Rússia.